# Dialecte sabin
Le dialecte sabin (en italien, sabino) est un parler dialectal des dialectes italiens médians. Il est parlé dans la province de Rieti et dans une partie de celle de L’Aquila.
Le dialecte sabin joue un rôle important dans les origines de la Rome antique,.